# Åkerøya
Åkerøya est une localité du comté de Nordland, en Norvège.

## Géographie
Administrativement, Åkerøya fait partie de la kommune de Dønna.